# 丙炔酸乙酯
丙炔酸乙酯是一种化学式为HC2CO2C2H5的有机化合物，可看做丙炔酸和乙醇形成的酯，常温常压下为无色液体，可溶于有机溶剂。